# Векшняй
Векшняй (лит. Viekšniai, пол. Wieksznie) — місто в Тельшяйському повіті Литовської Республіки, Мажейкяйському районі, центр Векшняйського староства.
Знаходиться за 13 км на південний схід від міста Мажейкяй, на правому березі річки Вента.

## Історія
Векшняйська згадується в письмових джерелах у 9 столітті . Векшняй згадується з 1253  року, у XVI ст. в історичних джерелах згадується місто Векшняй (1528) та маєток Векшняй. У 1634 році була збудована Векшняйська церква. 1656 року місто було повністю зруйноване шведами. У 17 столітті Векшняй був значним торговим центром північної Литви.
1725 році надано міські права міста та герб, але самоврядування не було затверджене главою держави, тому вдруге міські права надано та затверджено 1792 року. З 17 століття у місті оселилися євреї, тут існувала значна єврейська громада. 1847 року споруджено синагогу. 
У 1871-1873 роках повз місто пройшла Лібаво-Роменська залізниця, неподалік була збудована залізнична станція, поселення почало зростати. До 1917 року - Векшні.
З 1958 року Векшняй був селищем міського типу, а 1995 року став містом. 1998 року затверджено сучасний герб міста.

## Пам'ятки
- Костел Св. Іоана Хрестителя (1854)
- Церква Св. Сергія Радонезького (1875)
- Водяний млин (кінець ХІХ ст.)

## Населення
| жителів | 2 951 | 2 024 | 2 734 | 2 748 |       |
| Рік     | 1979  | 1989  | 2001  | 2011  | 2021  |
| жителів | 2 781 | 2 410 | 2 270 | 1 938 | 2 249 |

## Фотогалерея

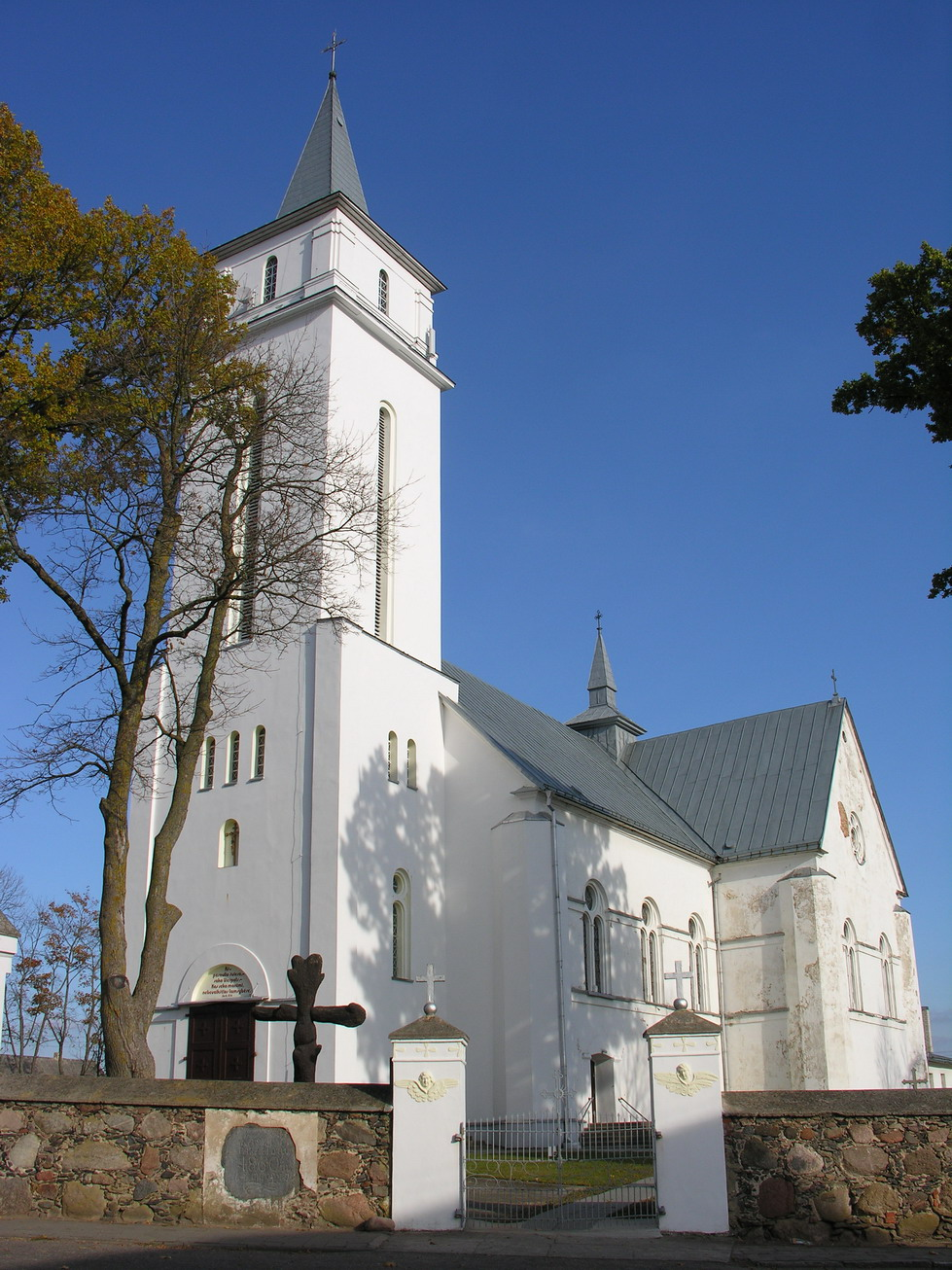
Костел Св. Іоана Хрестителя (побудована в 1854)

| Литва | Це незавершена стаття з географії Литви. Ви можете допомогти проєкту, виправивши або дописавши її. |